# Șovarna
Șovarna est une commune roumaine du județ de Mehedinți, dans la région historique de l'Olténie et dans la région de développement du Sud-Ouest.

## Géographie
la commune de Șovarna est située dans le nord du județ, dans les collines de Mehedinți, à 45 km au nord de Drobeta Turnu-Severin, la préfecture du județ.
Elle est composée des trois villages suivants (population en 2002) :
- Ohaba (395) ;
- Studina (160) ;
- Șovarna (895), siège de la municipalité.

## Histoire
La commune a fait partie du royaume de Roumanie dès sa création en 1878.

## Religions
En 2002, 99,24 % de la population étaient de religion orthodoxe.

## Démographie
En 2002, les Roumains représentaient la totalité de la population. La commune comptait alors 885 ménages.
| 2002  | 2007  |
| ----- | ----- |
| 1 450 | 1 371 |

## Économie
L'économie de la commune repose sur l'agriculture, l'élevage et l'exploitation des forêts.

## Lieux et monuments
- Șovarna, église St Nicolas (Sf. Nicolae) de 1891.